# Wenckheim-kastély (Szabadkígyós)
A Körös–Maros Nemzeti Park területén fekvő, országosan a legjelentősebbek közé tartozó szabadkígyósi Wenckheim-kastély 1875 és 1879 között épült Ybl Miklós tervei alapján, neoreneszánsz és eklektikus stílusban. Az egyik legépebben megmaradt Békés vármegyei kastély. Az épületet körülöleli az impozáns kastélypark. 2018-ban a Nemzeti Kastély- és Várprogram részeként elkezdődött a felújítása, miután a kastély felújításához 1,5 milliárd forint európai uniós támogatást nyert el a magyar kormány. A kastély parkja 1954 óta természetvédelmi terület. A Wenckheim-kastély színtiszta eklektika, tipikus stíluskavalkád, ami a művészettörténészek szerint hiteles tanúja a korszak feudális alapokon szerveződő kapitalizmusának. Az 1970-ben bemutatott Szeressétek Odor Emiliát! című magyar játékfilmet a Wenckheim-kastélyban és parkjában forgatták.

## Előzmények

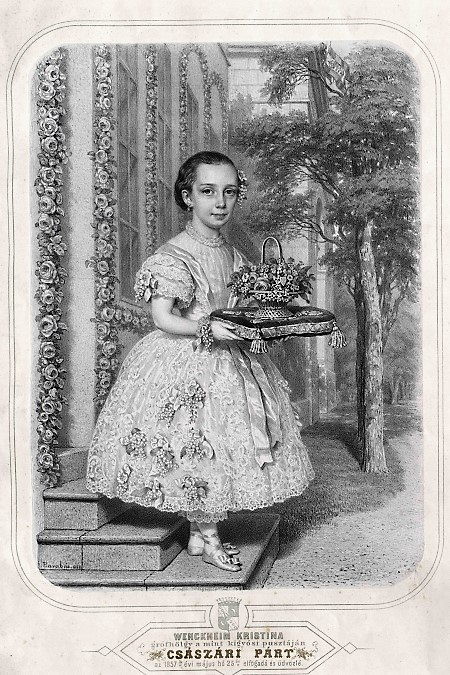
Wenckheim Krisztina a kastély építtetője, Sisi császárné palotahölgye (1857)

A hatalmas Harruckern-birtokot 1798-ban osztották fel és a kígyósi gróf Wenckheim József (1733–1803) birtokába jutott. 

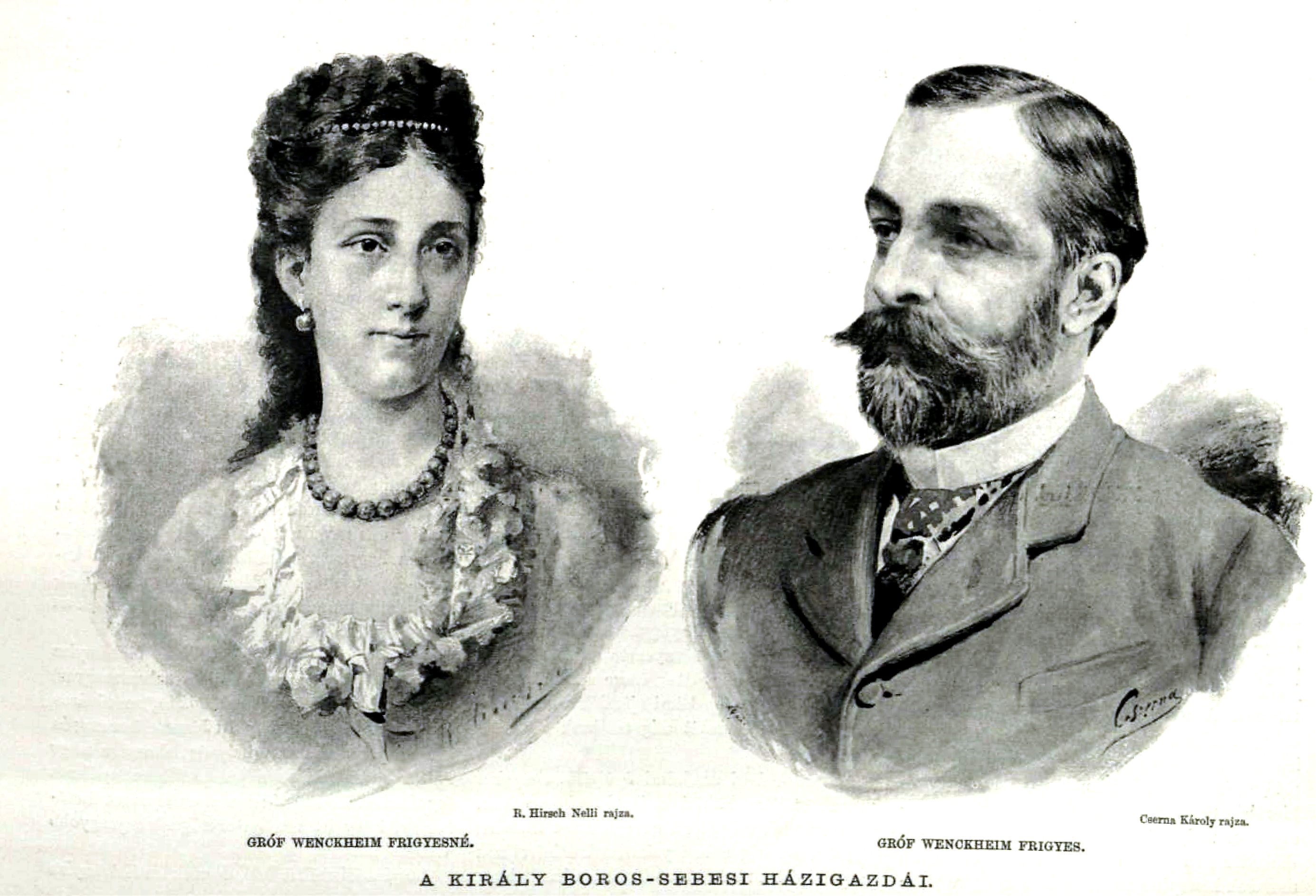
Gróf Wenckheim Frigyesné és Gróf Wenckheim Frigyes, a Vasárnapi Ujság illusztrációja (1893)

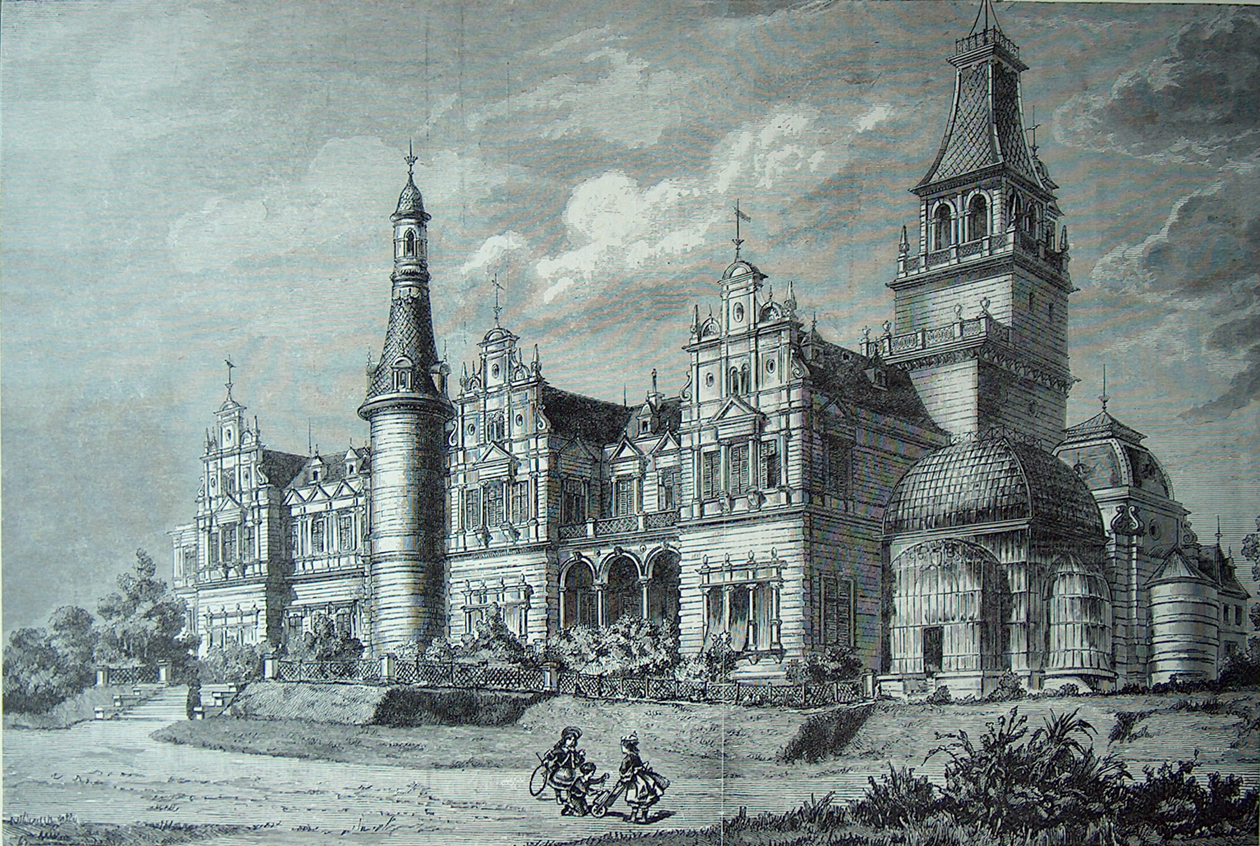
Wenckheim-kastély építését gróf Wenckheim Frigyes (1842-1912) és Wenckheim Krisztina (1849-1924) kezdték el. A kastély Ybl Miklós tervei alapján 1875-től 1879-ig épült német neoreneszánsz stílusban

Idősebbik fia, gróf Wenckheim József Antal (1780–1852) – akiről egyes feltételezések szerint Jókai Mór az Egy magyar nábob című regényének főhősét mintázta – Ókígyóson (1950-től Szabadkígyós község) nagy majorságot létesített, majd a mai napig megmaradt kastélyt építtetett, és onnan irányította gazdaságát.
A grófnak csak a harmadik házasságából született gyermeke, amikor 67 éves korában megnősült és elvette Scherz (Müller) Katalinnak, a kulcsárnőjének 22 éves törvénytelen lányát, Scherz Krisztinát. Az újkígyósi katolikus plébánia anyakönyvében levő bejegyzés szerint 1847. november 25-én:  
…házasságra összeadattak Méltóságos Wenckheim gróf József Antal, csász. kir. kamarás, a kígyósi egyházak kegyura, Feicht Anna özvegye, ókígyósi lakos és Scherz, igazabban Müller Krisztina polgári állású hajadon, gyulai származású ókígyósi lakos.
Ekkor született egyetlen leánya, gróf Wenckheim Krisztina Annamária Regina (1849-1924), aki a gróf 1852-ben bekövetkezett halála után hatalmas vagyonát is megörökölte. A birtok úrnője mindössze nyolcesztendős volt, amikor 1857-ben magyarországi utazása során meglátogatta a császári házaspár: Ferenc József és Erzsébet királyné. Tiszteletükre a család impozáns diadalívet emeltetett.
A kígyósi pusztán árva lány vagyok,/ Mégis mi nagy örömnapra virradok: / Jó Császárom és kegyelmes Császárném / Tisztelhetem szülőföldem vidékén.
Krisztina 1872-ben ment feleségül unokatestvéréhez, gróf Wenckheim Frigyeshez, akivel felépíttették a kastélyt. Eredetileg a Wenckheim család gyulai kastélyát akarták visszavásárolni az Almásy családtól, azért cserébe, hogy a gyulaiak országgyűlési képviselőnek választják a grófot. Ám mivel ez végül nem történt meg, illetve az Almásy család elfogadhatatlan árat kért a gyulai birtokért, a Wenckheim házaspár végül úgy döntött, hogy Szabadkígyóson építtetnek kastélyt.
A szabadkígyósi Wenckheim-kastély örökösei 
- gróf Wenckheim József
- gróf Wenckheim Krisztián
- gróf Wenckheim Frigyes
- gróf Wenckheim Krisztián Tasziló[11]

A Wenckheim család arisztokrata leszármazottai 1944-ig élhettek a kastélyban, a második világháború után azonban külföldre kellett  menekülniük. 2013-ban a Kígyósi Kastélyjátékokat megtisztelte jelenlétével Wenckheim Krisztián Tasziló, a család legfiatalabb még élő tagja.

## A kastély
A kastély neoreneszánsz-eklektikus stílusban 1875–1879 között épült fel Ybl Miklós tervei alapján, majd 1882. július 19-én adták át. Wenckheim Krisztina azt kérte a tervezőtől, hogy semmi ne legyen egyforma, de mégis harmonikus legyen. Kívánsága volt az is, hogy annyi ablaka legyen, ahány nap van egy évben, annyi szobája, ahány hét, és annyi bejárata, ahány évszak. Az elkészült épület a kor egyik legkorszerűbb kastélyának számított. A rezidencia reprezentatív belső tere kápolnát, ebédlőt, télikertet, könyvtárat, női zeneszalont, férfiszalont pipázóval, nappali dolgozót és alkóvos-ágyfülkés hálószobát rejt. Ezek közül ma csupán a könyvtár látogatható. (Már több alsó terme is látogatható) Berendezése, gyönyörű kötetei megjelenítik az egykori arisztokrácia életét, szokásait. Az épület előtt van egy mesterséges forrás a kápolnával szemben, az ún. Zsigmond-forrás, melyet 1894-ben fúrtak (sajnos ma már nem működik, csak mesterségesen).
A főépület egyemeletes, oldott tömegű, tornyos, loggiás teraszos. A melléképülettel loggiafolyosó köti össze.
A személyzeti és konyhaépület is emeletes. A kastélyhoz 23 hektáros park, dendrológiai tájképi kert csatlakozik tóval, szigettel, hidakkal. A kertben a szökőkút és a régi korokat idéző lámpatestek vannak.

## A kastélypark

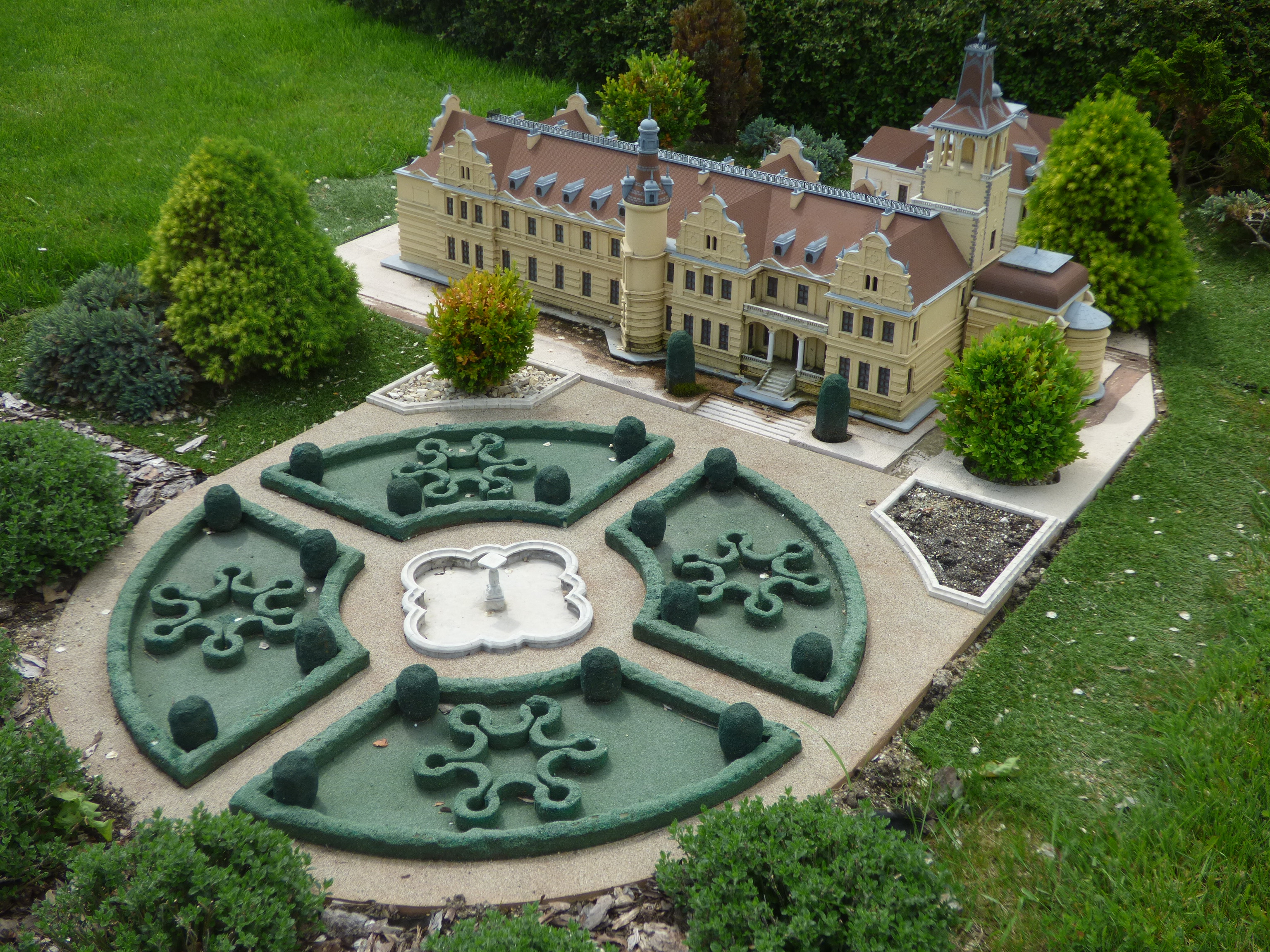
A kastély és a kastélypark makettje a szarvasi Mini Magyarország gyűjteményében

A kastély előtt franciakertet alakítottak ki bukszusokból és nyesett tiszafákból, körülötte pedig angol-, vagyis tájképi kert terül el. A franciakert  központi részén szökőkutas vízmedencét találunk, ettől jobbra pedig a vármegye legtestesebb platánfáját.
A kastély egykori ebédlője a tornaterem, a mai ebédlő pedig a volt fedett lovarda a bentlakásos oktatási intézmény védett parkjának területén. A park 1954 óta természetvédelmi terület, és a Szarvasról irányított Körös–Maros Nemzeti Park egyik legismertebb része.

## Képek

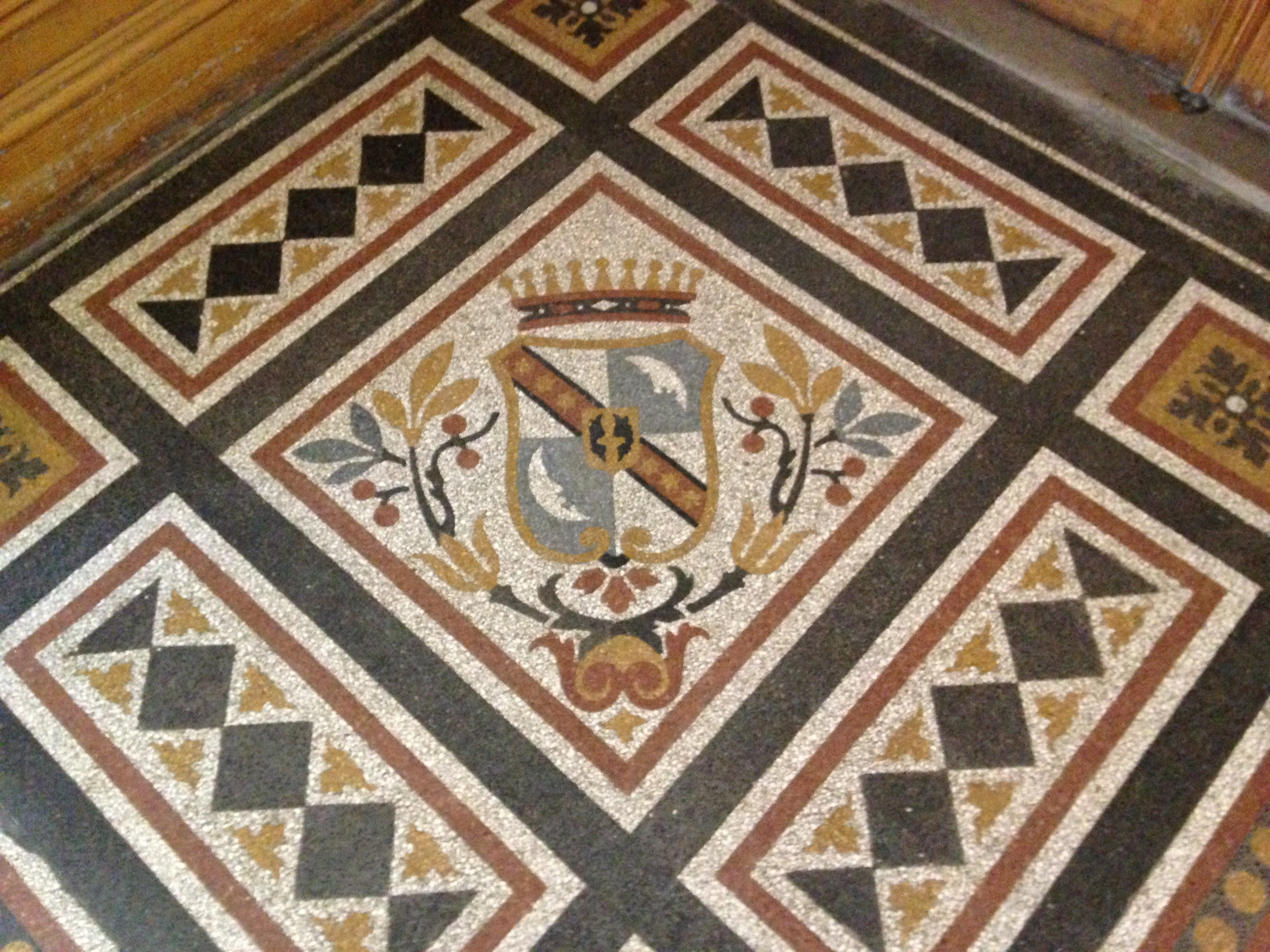
A Wenckheim-család címere a kastély előcsarnokának padlóján
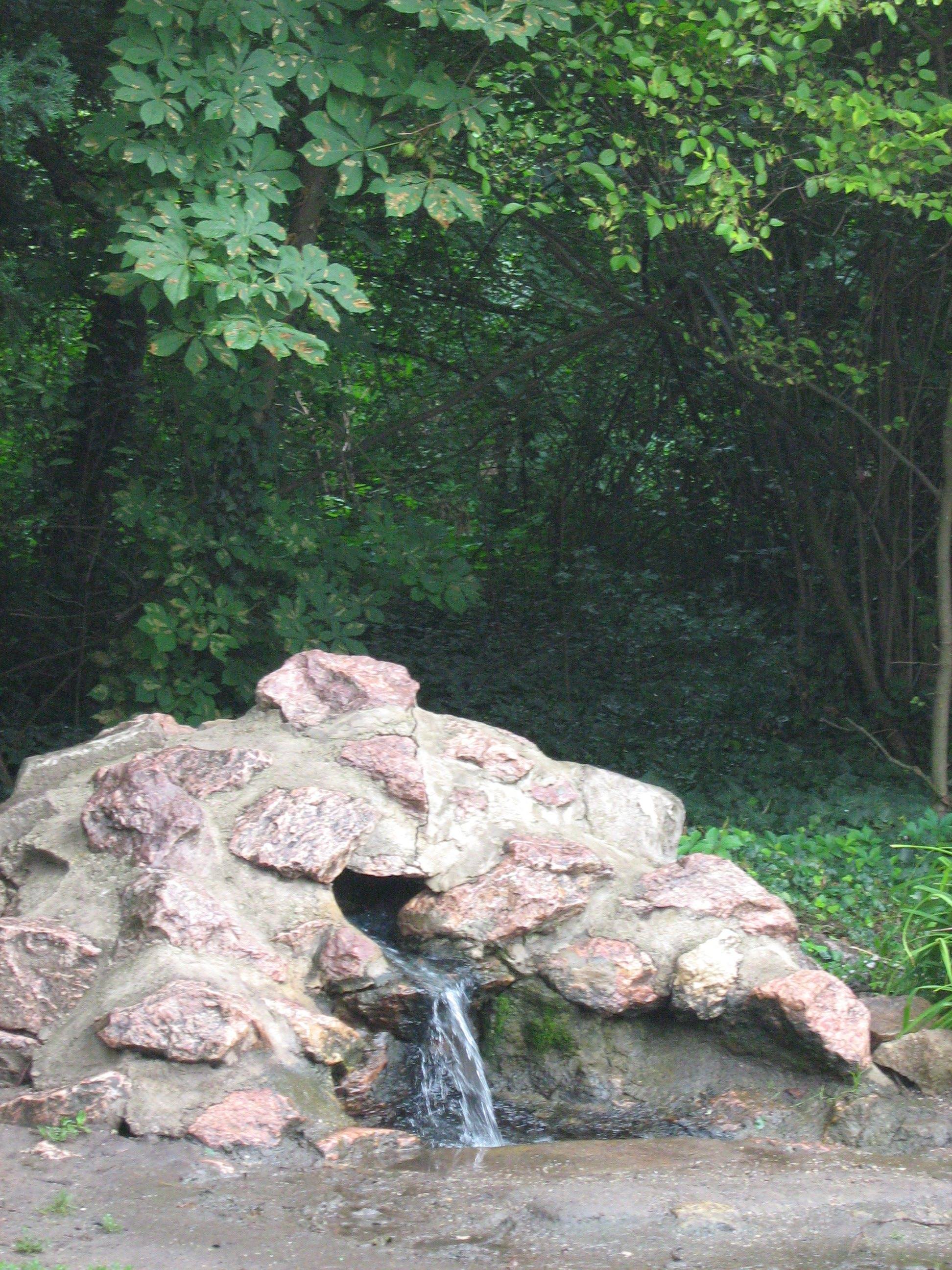
Zsigmond-forrás
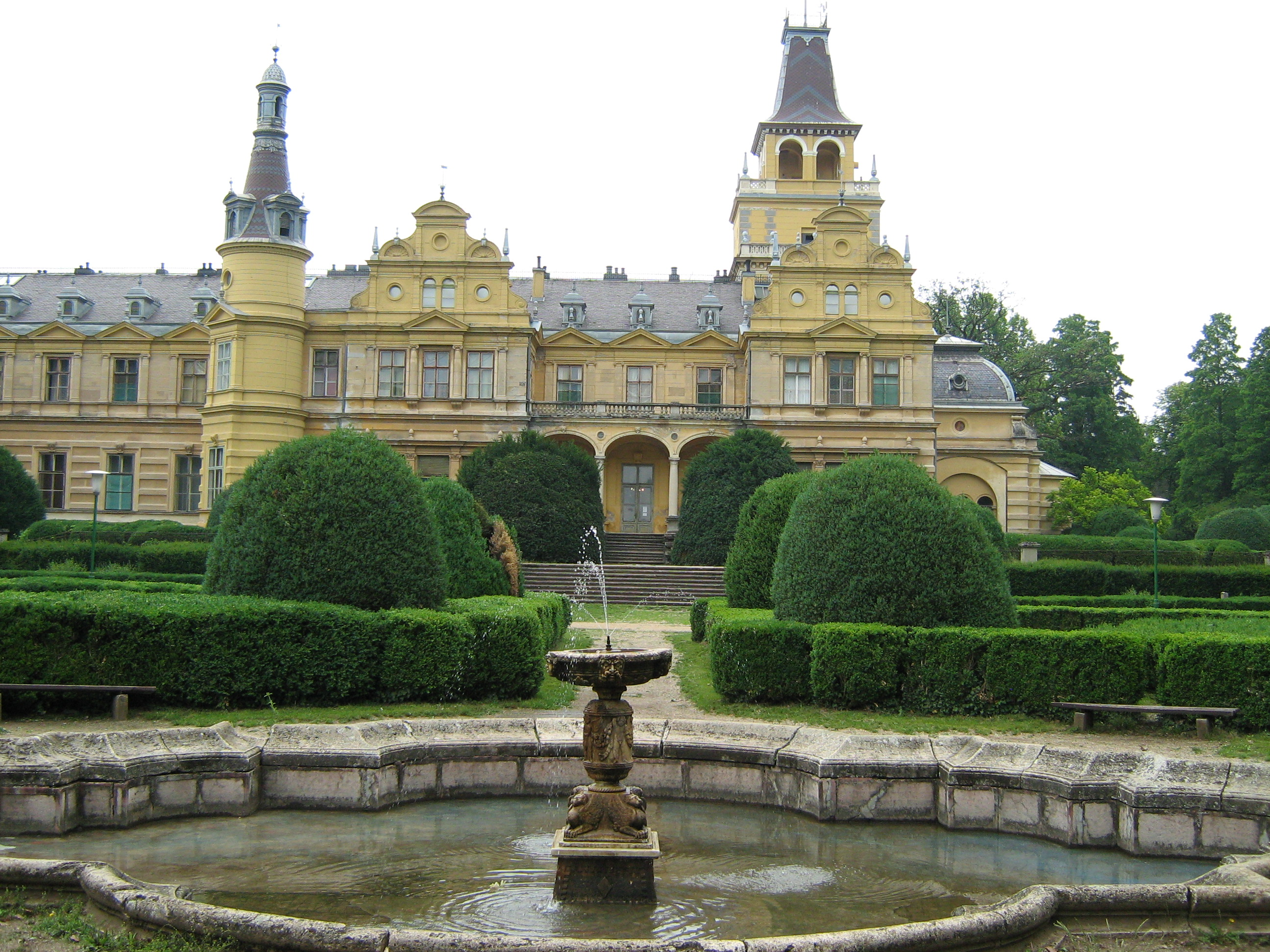
A Kastélyépület 2009-ben
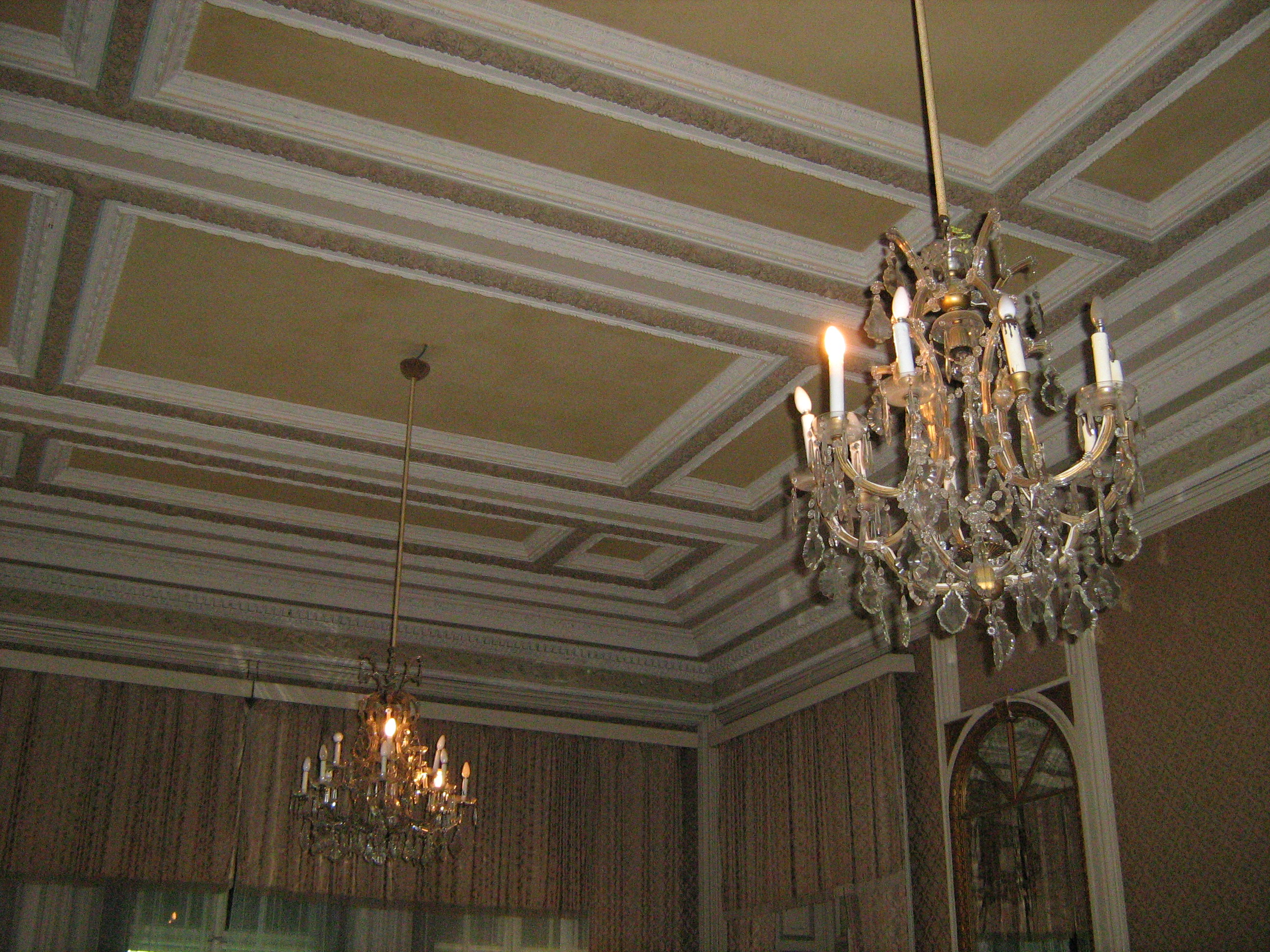
Kastélybelső
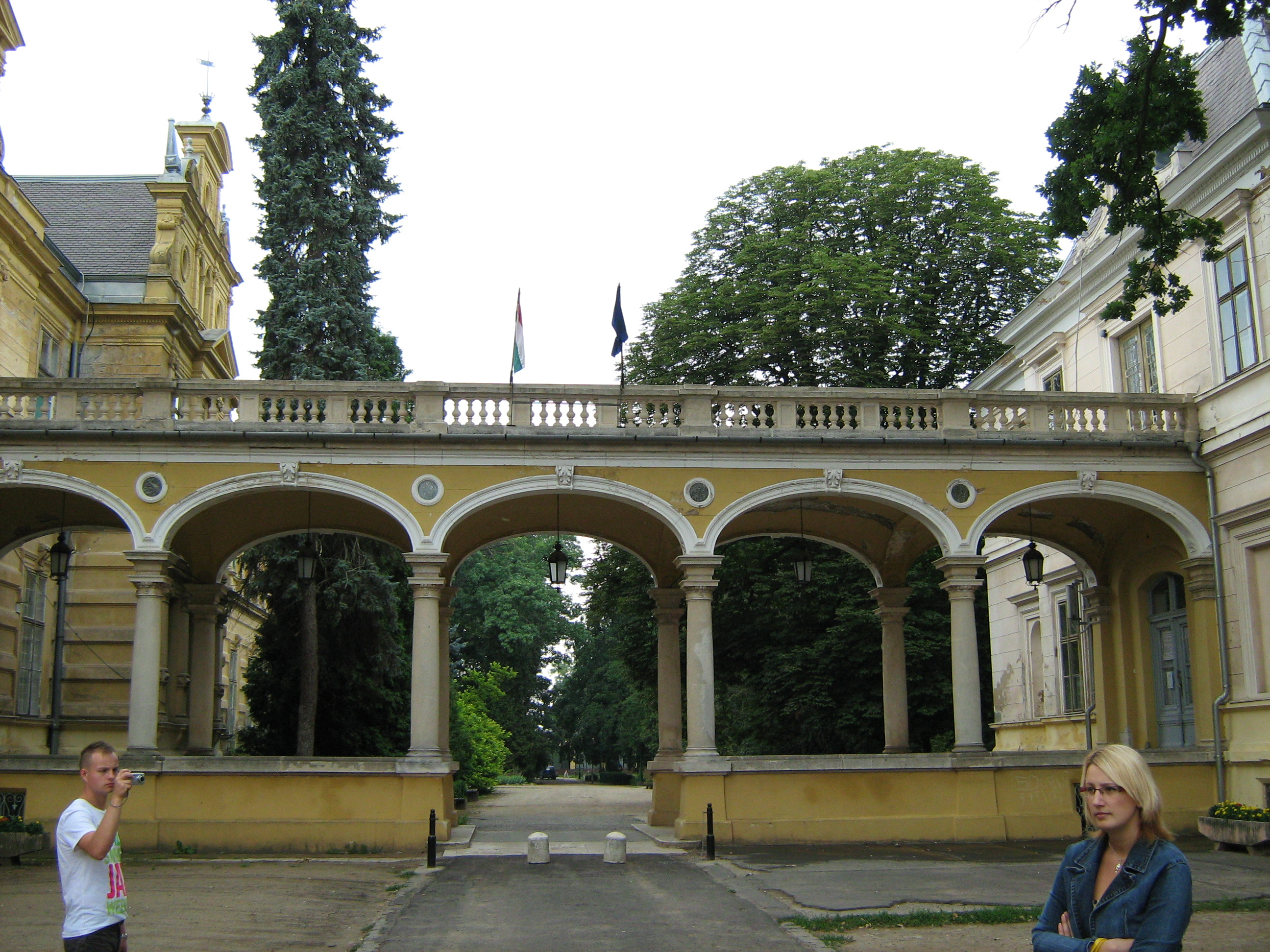
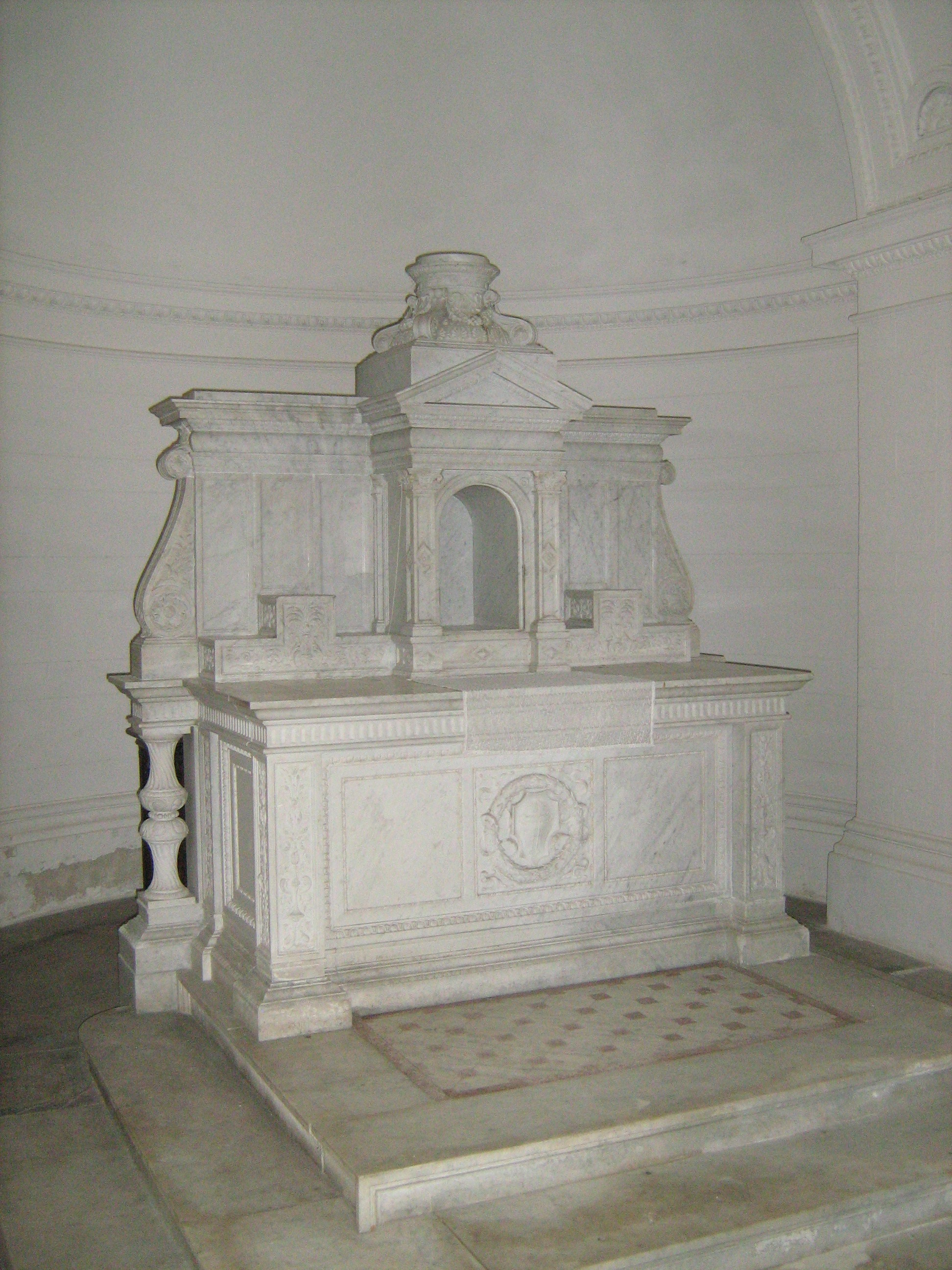
A kápolna márvány oltára